# Mausolée de Momine Khatun
 (septembre 2021).
Le mausolée de Momine Khatun (ou Mu'mine Khatun, en azéri : Möminə Xatun türbəsi) est un édifice funéraire du xiie siècle, situé à Nakhitchevan (Azerbaïdjan). Il est dû aux plans d'Ajami ibn Abubakr Nakhchivani, un important architecte de l'école dite de Nakhitchevan. Il s'agit d'un des ouvrages majeurs de la période seldjoukide.    

## Histoire
Le mausolée, commandé par Muhammad Jahan Pahlavan (en) (1175-1186), atabeg de la dynastie Eldiguz, pour enterrer son épouse Momine, fut terminé au mois de muharram 582 AH, soit en mars-avril 1186, selon l'inscription qui se trouve au-dessus l'entrée. Son architecte, Ajami ibn Abubakr Nakhchivani, construisit également à proximité le mausolée Yusif ibn Kuseyir. Conscient de la valeur de son œuvre, il a inscrit au sommet du mausolée : « Nous sommes des visiteurs. Le monde est éternel. Nous allons mourir. Ce [travail] restera dans les mémoires. Oh Dieu, éloigne le mauvais œil ! »

Les dessins et photographies du XIXe siècle que l'on possède montrent que le mausolée faisait partie d'un vaste complexe architectural datant du xiie siècle, sans doute dû au même architecte, et aujourd'hui disparu. On sait qu'il y avait en tout cas une paire de minarets entourant un portail et une mosquée, qui était la plus vaste du Proche-Orient,.

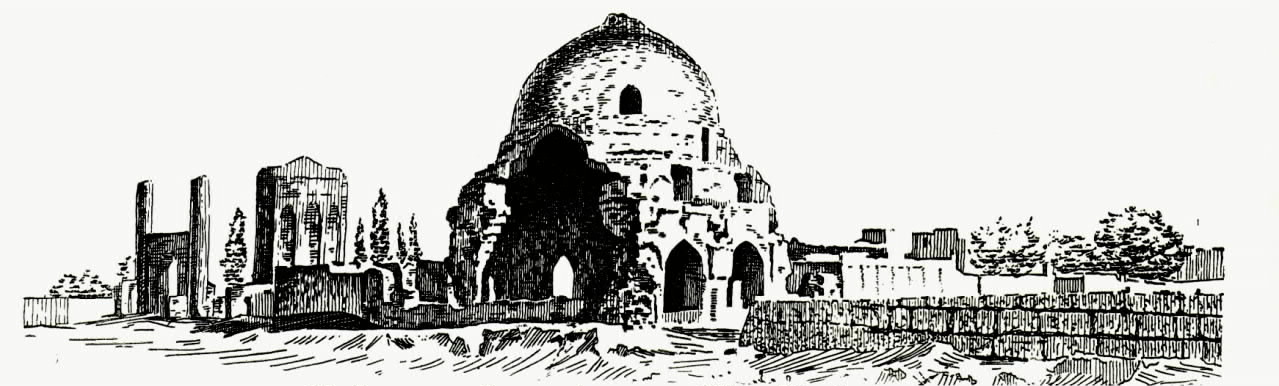
Vue générale du complexe architectural à la fin du XIXe siècle. De G à D: le portail avec les deux minarets, le mausolée et la mosquée. Dessin de Eduard Jacobstahl.

Le mausolée a été restauré entre 1999 et 2003 dans le cadre du « Projet Culture et Patrimoine Azerbaïdjanais » de la Banque Mondiale. D'autre part, les mausolées de Nakhitchevan ont été nommés pour la Liste du patrimoine mondial de l'UNESCO en 1998 par Gulnara Mehmandarova - présidente du comité azerbaïdjanais de l'ICOMOS. 
Le site comprend aujourd'hui le mausolée, un musée lapidaire extérieur avec des sculptures d'animaux, et un petit musée à l'intérieur du mausolée.

### Les tombes
Des recherches ont montré que Shamsaddin Eldaniz, le souverain de l'État Atabaylar, sa femme Momine Khatun et son fils Mahammad Jahan Pahlavan ont été enterrés dans le mausolée. Mais les pierres tombales des personnes enterrées dans le caveau ont été volées et emportées.

## Description

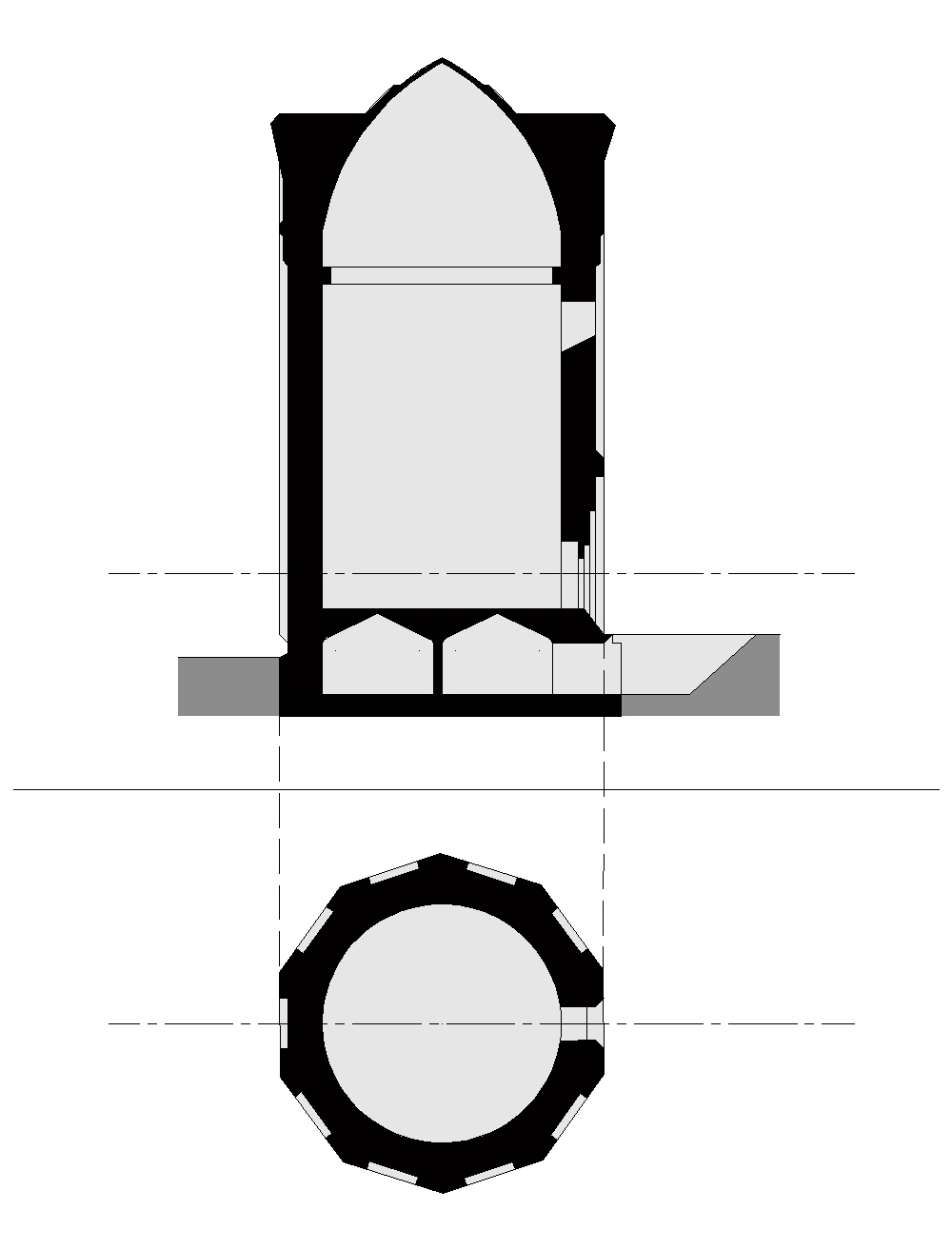
Plan et vue en coupe du mausolée.

Le mausolée est une tour décagonale en briques, d'une hauteur d'environ 25 mètres. Initialement, il mesurait 35 mètres, mais sa taille actuelle est due à la disparition du chatior (sorte de flèche polygonale) qui le coiffait. Il se distingue ainsi par sa taille imposante. Si l'extérieur présente la forme d'un décagone, l'intérieur est circulaire.     
Il s'agit d'une structure à deux niveaux: la tour elle-même s'élève sur une crypte dans laquelle se trouvait la tombe de Momine Khatun. Le bâtiment repose sur un piédestal recouvert de diorites rouges. Le mausolée est constitué d'une crypte au-dessus de laquelle s'élève le volume principal. La crypte est de forme décagonale, mais son espace intérieur est circulaire et ses murs son nus. Au centre se trouve un puissant pilier décagonal.    
L'entrée principale du bâtiment fait face à l'est et elle est surmontée d'une fenêtre. La façade orientée vers l'ouest est également percée de deux fenêtres. Chacune des dix faces extérieures du bâtiment est encadrée par deux colonnettes au-dessus desquelles s'élève une petite voûte en cul-de-four décorée de muqarnas.  Un bandeau d'inscriptions en caractère coufiques en mosaïque turquoise court autour du bâtiment, au-dessous de la corniche décorée, elle aussi, de muqarnas dont les arcs sont soulignés en bleu. Sur la façade principale, au-dessus de l'entrée, on trouve cette inscription en caractères coufiques : « Nous passons, mais il ne reste que le vent. Nous mourons, mais il ne reste qu'une œuvre comme cadeau. »   
À l'intérieur, le dôme qui surmonte aujourd'hui la tour est décoré par quatre médaillons circulaires dans lesquels sont calligraphiés les noms des califes bien guidés.    
Le mausolée de Momine Khatun est le monument le plus remarquable de Nakhitchevan et de sa tradition architecturale médiévale. Il est représentatif de l'architecture traditionnelle médiévale de cette ville, grandement influencée par le travail de l'architecte Ajami ibn Abubakr Nakhchivani. Le style Nakhitchevani diffère des styles dits Shirvani qui prévalaient dans la péninsule d'Abşeron, par l'utilisation de la brique comme matériau de construction, et la présence de mosaïques de turquoise, utilisées avec parcimonie et délicatesse, pour la décoration,.    

### Façade

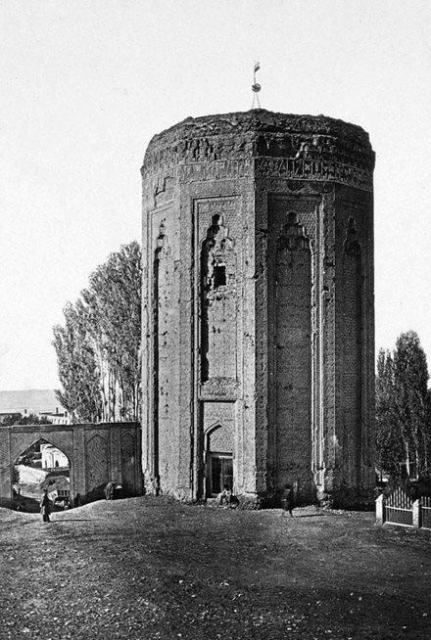
Le mausolée en 1896.

Le mausolée Momine Khatun est une tour prismatique dont les ornements diffèrent sur chacune des faces, y compris la face orientale où se trouve la porte d'entrée de la tombe. L'entrée rectangulaire de la tour est surmontée d'un arc brisé. Les bords des niches pointues sont recouverts de motifs géométriques composites et de fines colonnes (15 cm de diamètre), et les motifs des surfaces intérieures ne se répètent pas. Les briques bleu turquoise vif sont utilisées dans la décoration des niches tranchantes sur chaque face. Chaque face du tombeau présente un cadre rectangulaire qui encadre les arcs supportant les demi-voûtes décorées de muqarnas. Ces cadres sont recouverts de versets de style kufique en briques, extraits sourate 36 du Coran, « Ya Sin ».
La plupart des ornements géométriques sont des étoiles à cinq, six ou huit branches, qui jouent entre elles.

### Décors
Parmi les mausolées qui nous sont restés, celui de Momina Khatu présente le plus riche décor. Toute la surface extérieure est entièrement décorée de motifs géométriques. Chacune de ses dix faces est rehaussée de versets du Coran calligraphiés en style kufique géométrique, de motifs géométriques et de motifs floraux. Et chacune de ces faces offre un dessin ornemental différent. 

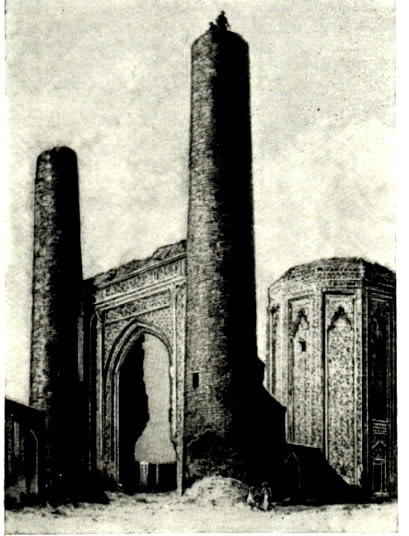
Le portail encadré de minarets et le mausolée à la fin du XIXe siècle.

La face occidentale du mausolée présente toutefois une particularité. Ici, la surface est divisée en deux parties : dans la partie inférieure, la porte d'entrée est surmontée d'un arc brisé au tympan décoré géométriquement, avec au-dessus une inscription avec le nom du sculpteur et la date de la construction.  
À l'intérieur, les murs sont nus. Seuls quatre médaillons d'un diamètre de 1,5 mètre sont suspendus dans la coupole d’inscriptions et d’ornements. Chacun porte le nom d'un des quatre califes bien guidés. 
Sur le haut de la tombe, il est écrit: « Des savants ont reçu l'ordre de construire cette tombe, à savoir le juste et grand vainqueur Chamsaddin Nusrat al-Islam et al-Muslimin Jahan Pahlavan, Abou Jafar Muhammad ibn Atabay, Atabay Eldagiz pour faire mémoire de la religion dans le monde, de l'islam et de la renommée des musulmans - Momina Khatun. »
Le murs de brique de la face ouest du mausolée est percé de deux petites fenêtres; on trouve aussi avec une fenêtre au-dessus de l'entrée principale. Un bandeau d'inscription en caractères coufiques, composée de carreaux turquoise, se déploie au-dessous de la corniche des muqarnas. La surface en retrait de ses douze facettes extérieures est recouverte de motifs géométriques sculptés sur la brique, soulignés par des carreaux turquoise et insérés dans un cadre rectangulaire qui comprend une petite couronne de muqarnas.

### Décor intérieur
Il y a quatre médaillons circulaires sur les flèches perpendiculaires (diamètre 1,5 m) à l'intérieur des rangées de briques du dôme. Les ornements étaient composés d’un mélange de gypse et d’argile et consistaient en des calligraphies de style coufique. Le cœur de ces compositions est le mot Allah. On trouve aussi les noms calligraphiés de Omar, Osman et Ali, trois des califes bien guidés, qui se croisent pour former des étoiles à six, huit et dix branches entourant le mot «Allah».

## Galerie

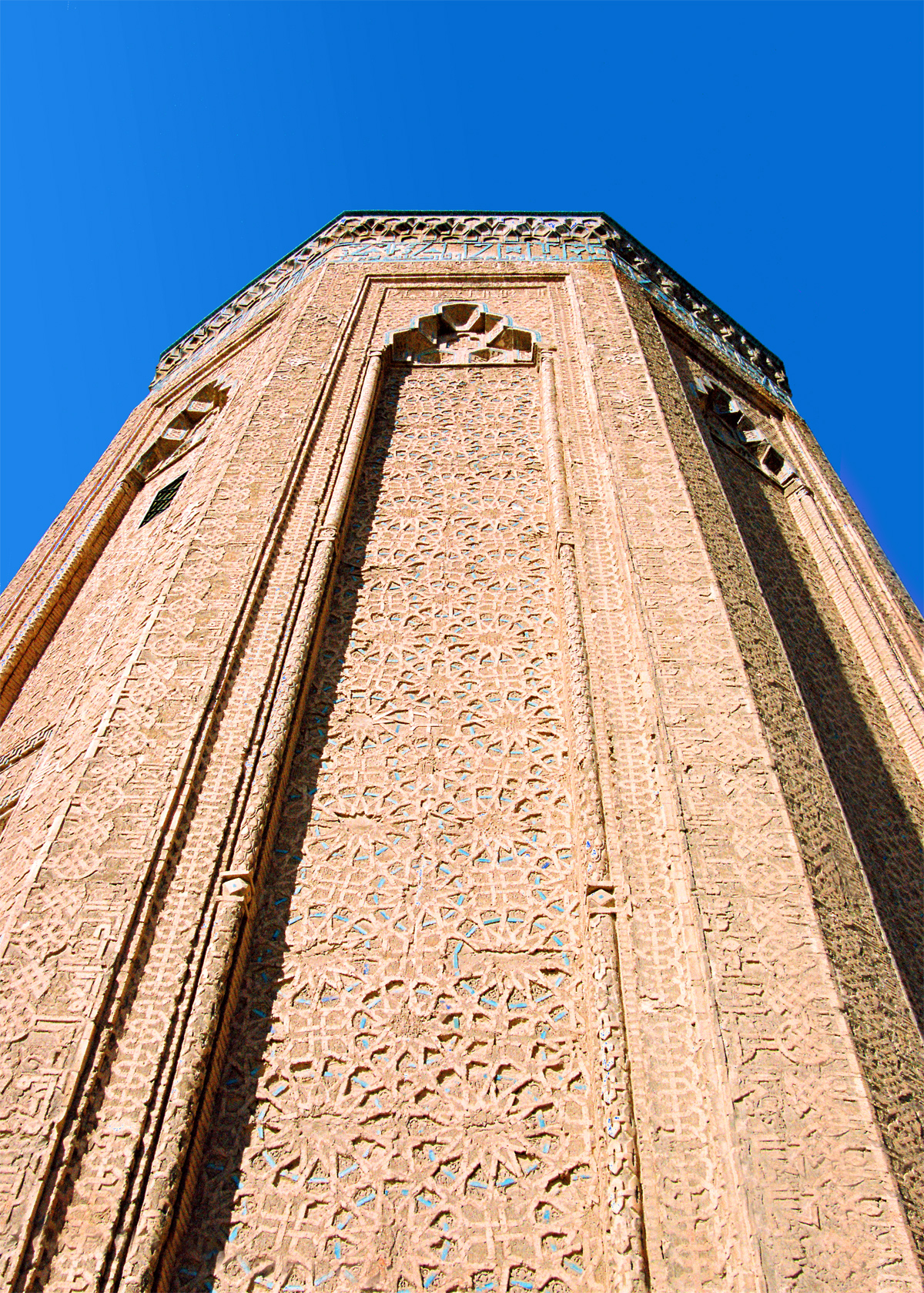
Vue en contre-plongée d'une des faces du mausolée, avec sa décoration géométrique polychrome.
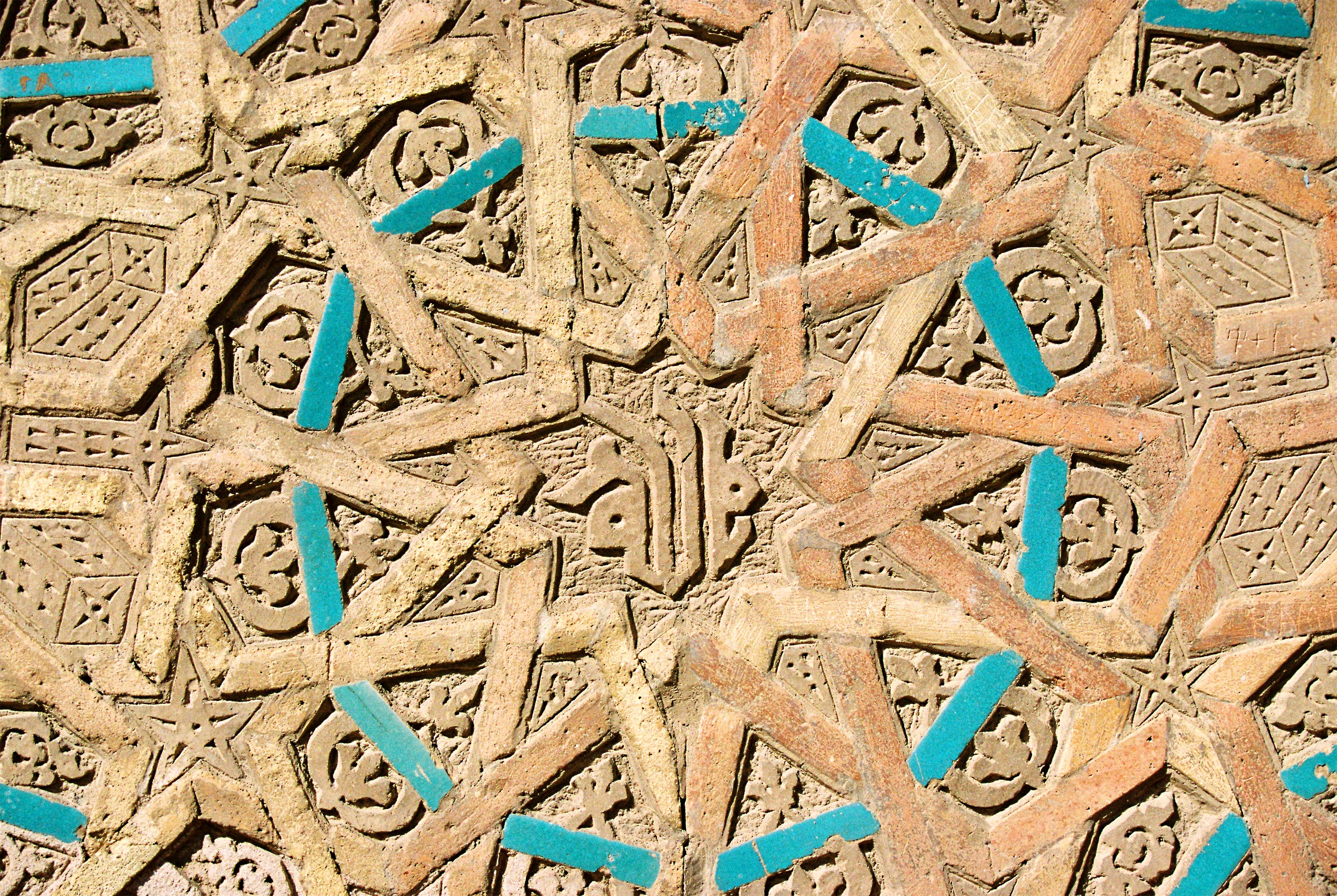
Détail de la décoration. Au centre, hamdu li-l-lah « Louange à Dieu », en coufique.
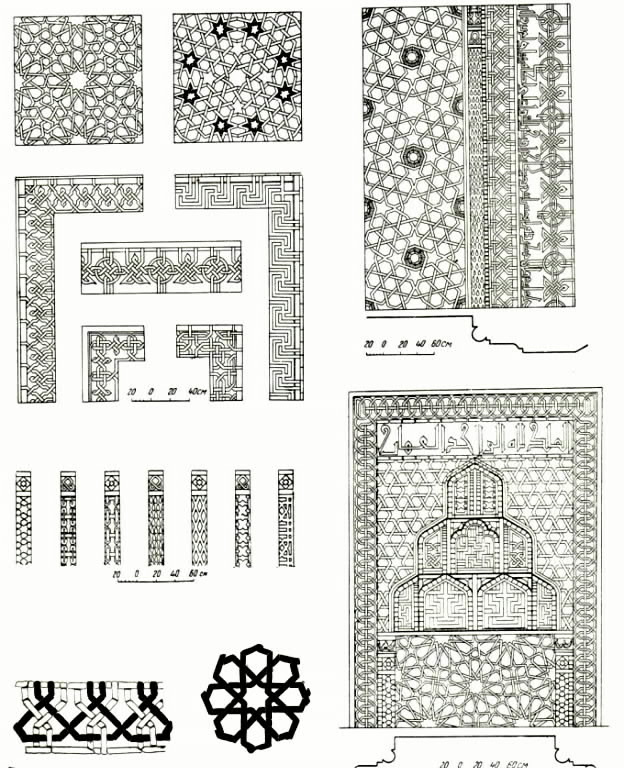
Différents motifs décoratifs de la façade.
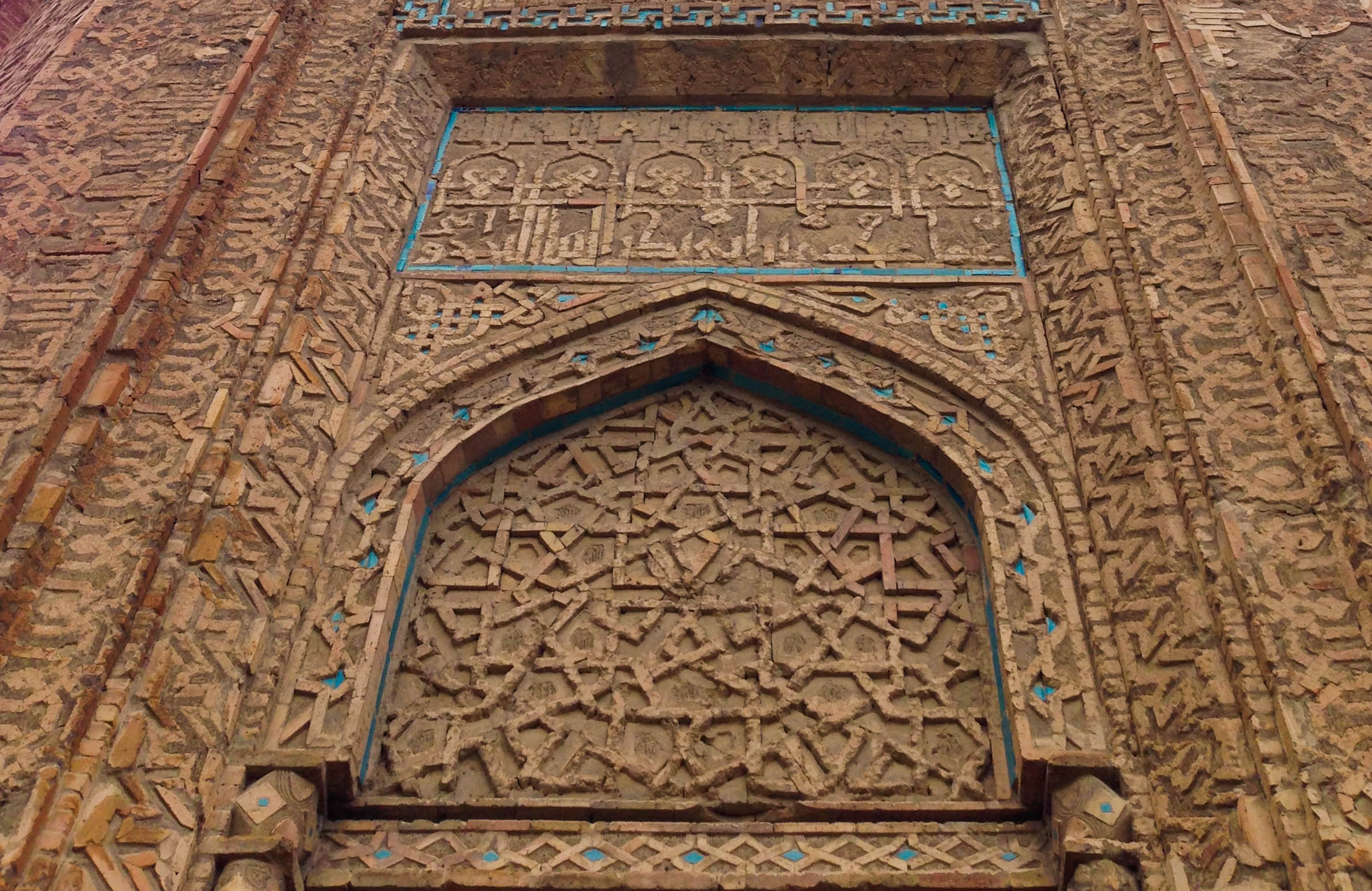
L'arc brisé surmontant l'entrée, avec son décor géométrique dans le tympan, et la calligraphie qui le surmonte.
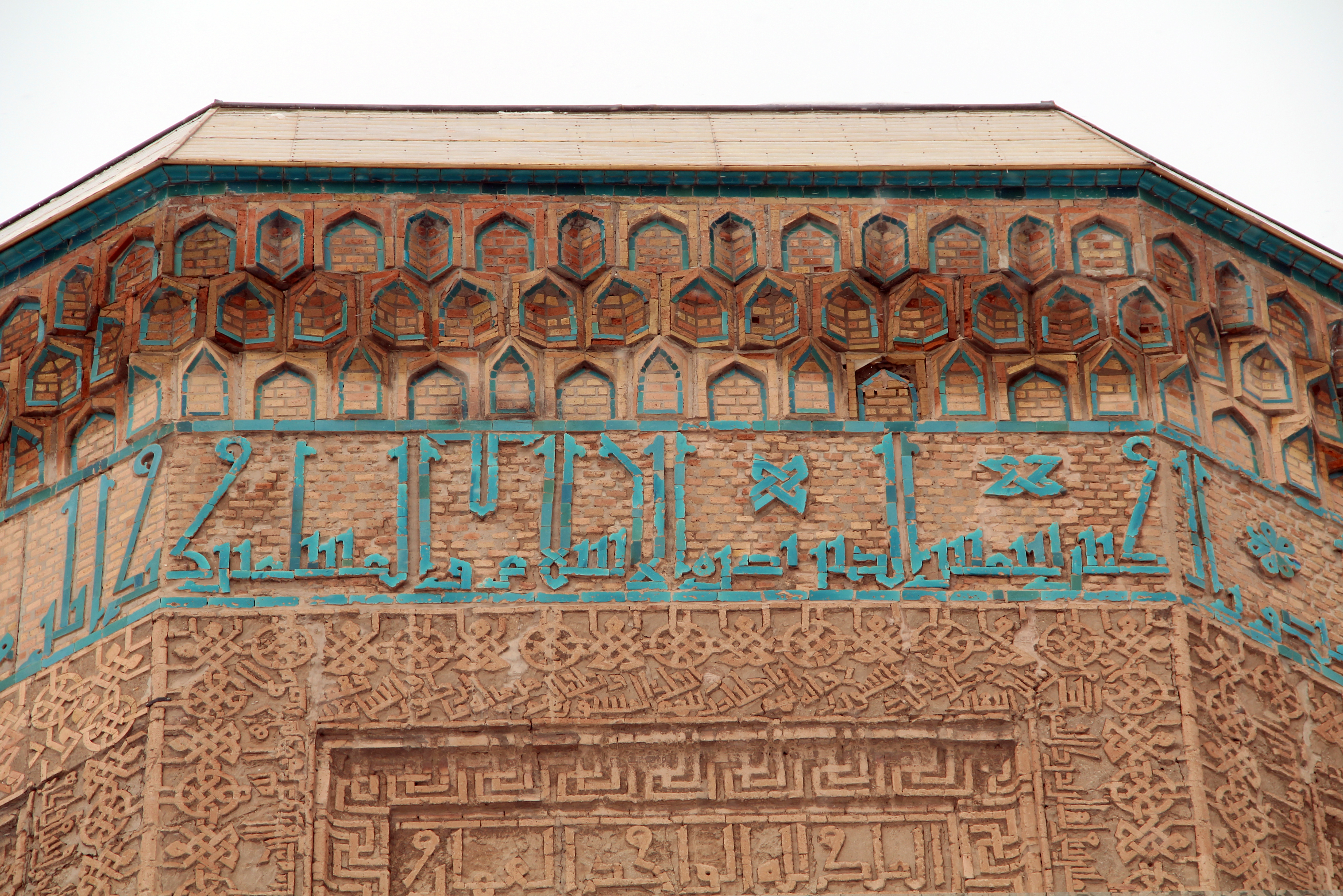
Vue du bandeau calligraphié en coufique qui court autour du bâtiment, surmonté par la corniche décorée de muqarnas.
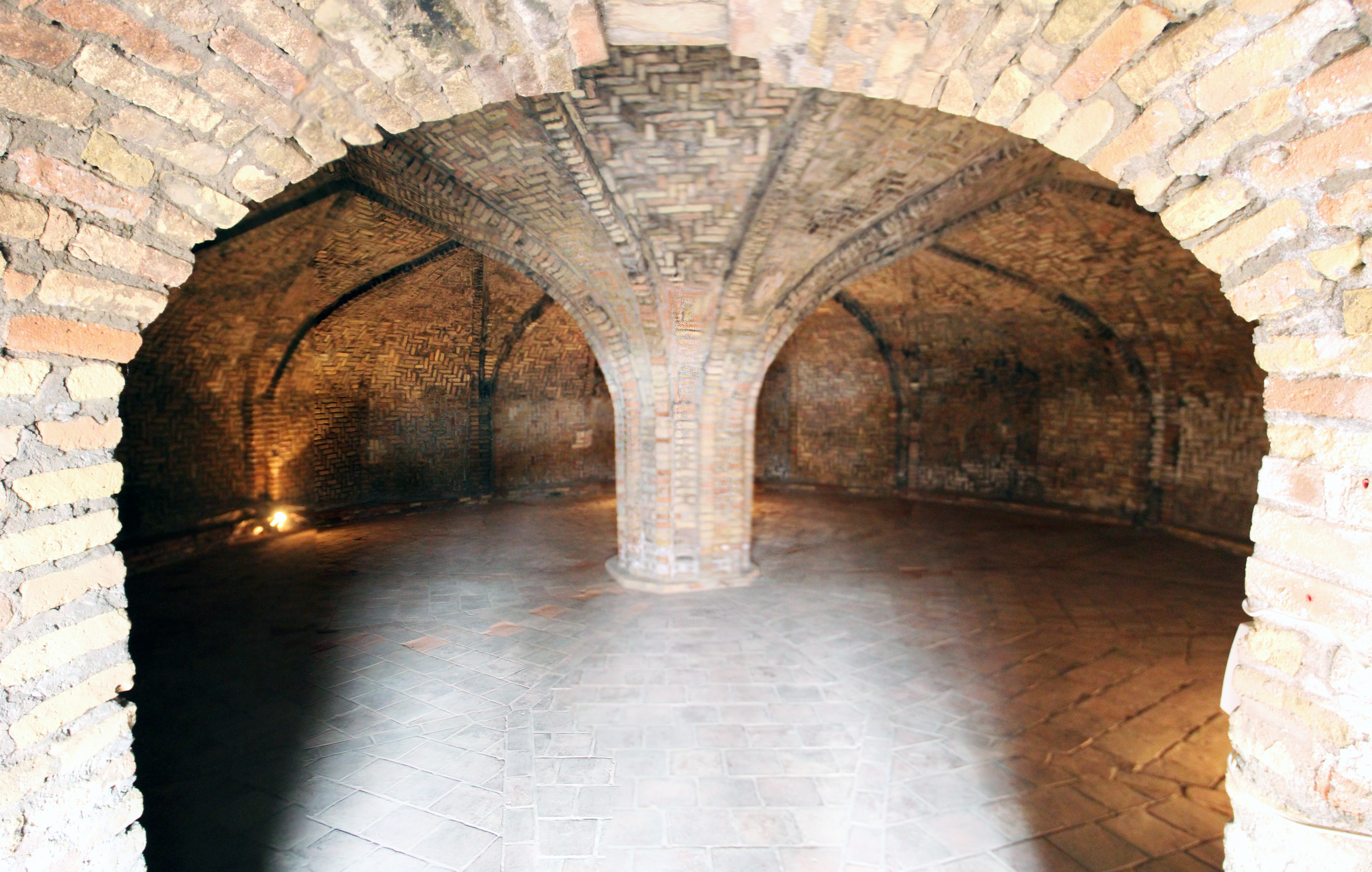
Vue de la crypte avec son pilier central en palmier, que l'on retrouvera dans l'architecture gothique[11].